# 廣瀬克哉
廣瀬 克哉（ひろせ かつや、1958年 - ）は、日本の行政学者。法政大学法学部政治学科教授。法政大学副学長・常務理事を経て第20代法政大学総長。

## 概要
奈良県出身。東大寺学園中学校・高等学校を経て、東京大学法学部を卒業後、1987年に東京大学大学院法学政治学研究科博士課程修了（指導教授は西尾勝）。山口二郎北海道大学名誉教授とは、法学部時代の同期（ちなみに山口は、学部卒業と同時に学士助手に採用された）。
大学院修了後、大学の先輩である阿利莫二法政大学総長に誘われて同大学法学部助教授に就任。「平和・軍事研究」という講座を担当したが、当時そのユニークな名称が受験雑誌で話題となった。
その後、1991年から1993年にかけてロンドン大学政治経済学院行政学部に留学。1995年に教授に昇任。この頃より、専門を防衛行政から情報政策へと移行させたが、廣瀬は自らの研究対象を「非専門家による専門家の統制」であるとしており、研究対象が防衛行政から情報政策へ移っただけであると言える。その後、講座も「平和・軍事研究」から「国際公共政策」へと変更になった（「平和・軍事研究」は安全保障の研究者である権鎬淵が引き継いだ）。
現在は、情報政策から地方自治へと研究対象を広げ、地方自治体における業務の情報化等に関する研究を行なうなど、精力的な研究及び教育活動を続けている。議員力検定協会共同代表の一人として活動している。

## 備考
西尾勝門下の兄弟子に、元東京大学教授森田朗や関西学院大学の橋本信之教授等が、弟弟子に政策学専攻の田辺国昭東京大学教授、都市行政学専攻の金井利之東京大学教授、国際行政学専攻の城山英明東京大学教授、官僚制・日本政治史専攻の牧原出東北大学教授、公務員制度専攻の西村美香成蹊大学教授、ゲーム理論を官僚制研究に応用する曽我謙悟神戸大学教授等がいる。前述の阿利は辻清明の門下生で、西尾の兄弟子に当たる。

## 著作
- 『官僚と軍人 ―文民統制の限界』（岩波書店、1989年）
- 『インターネットが変える世界』（岩波新書、1996年、古瀬幸広と共著）
- 『情報楽市―激動のネット社会を予見する 次はこう動く!!』（扶桑社、1999年、堺屋太一、池田純一、泉博史、井戸芳之と共著）
- 『電子自治体システムの構築と実践』（地域科学研究会、2003年、後藤仁と共著）
- 『情報改革』（ぎょうせい、2005年）
- 『「議員力」のススメ』（ぎょうせい、2010年）